# 표트르 우핌체프
표트르 야코블레비치 우핌체프(때로는 Petr라고도 함; 러시아어: Пётр Я́ковлевич Уфи́мцев ; 1931년 출생)은 소련/러시아의 물리학자이자 수학자이며, 현대 스텔스 항공기 기술의 주요 기여자로 여겨진다. 1960년대에 그는 단순한 2차원 및 3차원 물체의 전자기파 반사를 예측하기 위한 방정식을 개발하기 시작했다.
우핌체프의 작업 대부분은 영어로 번역되었으며, 1970년대 미국 록히드 엔지니어들은 레이더 신호가 감소된 항공기 개념을 만들기 위해 그의 이론 중 일부를 확장하기 시작했다.

## 삶
우핌체프는 구 소련 RSFSR의 서부 시베리아 지방 (현 알타이 지방) 알타이 지역의 Ust-Charysh Pristan 마을의 농부 가정에서 태어났다. 그의 아버지는 세 살 때 정권의 탄압을 받았고 나중에 굴라크에서 사망했다. 1949년에 우핌체프는 학교를 졸업하고 알마티 주립대학교(현재 카자흐스탄)의 물리-수학과에 입학했다. 근시가 진행됨에 따라 그는 1952년 알마티에서 우크라이나 SSR 오데사에 있는 전문 진료소인 필라토프 안과 연구소로 옮겨야 했다. 같은 해 그는 Odesa State University에서 공부를 계속했다. 1954년 대학을 졸업한 후 그는 모스크바에 있는 소련 국방부 산하 중앙 연구 무선 공학 연구소 [ЦНИРТИ]에서 일하도록 선발되어 전자전을 전문으로 했다.

## 스텔스의 아버지
모스크바에서 일하는 동안 우핌체프는 전자기파의 반사를 설명하는 데 관심을 갖게 되었다. 그의 연구 결과가 군사적, 경제적 가치가 별로 없다고 판단되어 국제적으로 출판할 수 있는 허가를 받았다.
록히드의 스텔스 엔지니어인 Denys Overholser는 출판물을 읽고 우핌체프가 레이더 반사의 유한 분석을 수행하는 수학적 이론과 도구를 만들었다는 것을 깨달았다. 이 발견은 최초의 진정한 스텔스 항공기인 록히드 F-117의 설계에 영감을 주었고 그 역할을 했다. Northrop은 또한 우핌체프의 작업을 사용하여 슈퍼 컴퓨터 프로그래밍하여 B-2 폭격기의 레이더 반사를 예측했다.
1960년대에 우핌체프는 2차원 및 3차원 물체에서 전자기파의 산란을 예측하기 위한 고주파 점근 이론을 개발하기 시작했다. 이러한 물체 중에는 유한 크기의 회전체(디스크, 평평한 베이스가 있는 유한 원통, 유한 원뿔, 유한 포물면, 구형 세그먼트, 유한 얇은 와이어)가 있다. 이 이론은 현재 물리적 회절 이론(PTD)으로 잘 알려져 있다.
PTD의 첫 번째 결과는 책 P. Ya. Ufimtsev, Method of Edge Waves in the Physical Theory of Diffraction, Soviet Radio, Moscow, 1962에 정리되어 있다. 1971년에 이 책은 미공군 해외기술부(국립항공우주정보센터), Wright-Patterson AFB, OH, 1971에 의해 같은 제목으로 영어로 번역되었다 Technical Report AD 733203, Defense Technical Information Center of USA, Alexandria VA..이 이론은 미국의 스텔스 항공기 F-117과 B-2의 설계에 중요한 역할을 했다.
K. Mitzner가 책에 쓴 서문도 참조
- Ufimtsev, P. Ya. Theory of Edge Diffraction in Electromagnetics, Tech Science Press, Encino, California, 2003.
- Ufimtsev, P. Ya. Fundamentals of the Physical Theory of Diffraction, Wiley & Sons, Inc., Hoboken, New Jersey, 1st edition 2007 and 2nd edition 2014.

이 두 권의 책에서 P.Ya. 우핌체프는 PTD의 추가 개발 및 적용과 수학적 이론에 의한 검증을 제시했다. 특히, 기본 모서리 파의 개념을 기반으로 하는 새로운 버전의 PTD가 그의 저서 Fundamentals of the Physical Theory of Diffraction (2007, 2014)에 제시되어 있다. 적절한 수정을 통해 PTD는 많은 실제 문제를 해결하는 데 사용될 수 있다. 그 중에는 마이크로파 안테나 설계, 이동 무선 통신, 소음 수준을 줄이기 위한 음향 장벽 구축, 대형 물체 (탱크, 선박, 미사일 등)에 대한 레이더 단면적 평가 등이 있다.
우핌체프 박사는 소련 과학 아카데미(모스크바)의 무선 공학 및 전자 연구소, 모스크바 항공 연구소, 캘리포니아 대학교 (로스앤젤레스, 어바인)를 비롯한 여러 연구 및 학술 기관에 소속되어 있으며 가장 최근에는, 모스크바 주립대학교 (러시아, 2007) 및 시에나대학교 (이탈리아, 2008). 현재 그는 은퇴자이자 전자기학 분야의 컨설턴트이다. 그의 영예와 상 중에는 소련 국가상과 Leroy Randle Grumman 메달이 있다.
우핌체프는 1990년 9월에 로스앤젤레스 캘리포니아 대학 (UCLA)의 전기 공학 객원 교수로 합류했다.

## 서적
- P. Ya. Ufimtsev, Theory of Edge Diffraction in Electromagnetics, 1st edition Tech Science Press, Encino, California, 2003. ISBN 0-9657001-7-8, 2nd edition SciTech Publishing, Inc. Raleigh, NC, USA, 2009. ISBN 9781891121661ISBN 9781891121661
- P. Ya. Ufimtsev, Fundamentals of the Physical Theory of Diffraction, Wiley & Sons, Inc., Hoboken, New Jersey, 1st edition 2007. ISBN 0-470-09771-XISBN 0-470-09771-X; 2nd edition 2014, ISBN 978-1-118-75366-8
- P. Ya. Ufimtsev, Method of Edge Waves in the Physical Theory of Diffraction, Soviet Radio, Moscow, 1962